# Microcreagris ezoensis
Espèce
Microcreagris ezoensis est une espèce de pseudoscorpions de la famille des Neobisiidae.

## Distribution
Cette espèce est endémique d'Hokkaidō au Japon. Elle se rencontre sur le mont Poroshiri.

## Étymologie
Son nom d'espèce, composé de ezo et du suffixe latin -ensis, « qui vit dans, qui habite », lui a été donné en référence au lieu de sa découverte, Ezo.

## Publication originale
- Morikawa, 1972 : Pseudoscorpions from Mt. Poroshiri-dake of the Hidaka Mountain Range, northern Japan. Memoirs of the National Science Museum Tokyo, no 5, p. 33-35.